# Perissomyrmex monticola
Perissomyrmex monticola är en myrart som beskrevs av De Andrade 1993. Perissomyrmex monticola ingår i släktet Perissomyrmex och familjen myror. Inga underarter finns listade i Catalogue of Life.